# آتشفشان دوبی
آتشفشان دوبی یک کوه در اریتره است که در منطقه دریای سرخ جنوبی واقع شده‌است. آتشفشان دوبی ۱٬۶۲۵ متر بالاتر از سطح دریا واقع شده‌است.